# Asociația de Acreditare din România
Asociația de Acreditare din România, având acronimul RENAR, este o organizație neguvernamentală din România, fără scop lucrativ, care este recunoscută oficial ca organism național de acreditare unic.
Funcționează în coordonarea și sub supravegherea Ministerului Economiei.
A fost constituită pe baza prevederilor Legii 21/1924, personalitatea juridică fiindu-i recunoscută în anul 1990.
În anul 2005, experții europeni au suspendat activitatea RENAR pentru cele mai importante trei domenii: laboratoare de încercare, organisme de certificare a sistemelor de management al calității, organisme de certificare a conformității.
Principala activitate a RENAR vizeaza acreditarea laboratoarelor de analize umane pe standardul ISO 15189/2013 urmare a introduceri acestui standard ca conditie obligatorie pentru intrarea unui laborator de analize umane in contract cu sistemul public de asigurari de sanatate. Aceasta obligativitate si tip de monopol este unica in Europa. 